# Acomys cilicicus
Espèce
Statut de conservation UICN

 DD  : Données insuffisantes
Acomys cilicicus est un petit rongeur du genre Acomys et de la famille des muridés en danger critique d'extinction. Les anglophones le nomment Asia Minor spiny mouse (souris épineuse d'Asie mineure).

## Répartition et habitat
C'est une souris terrestre de Turquie, habitant les forêts tempérées.